# 機戰傭兵VI 境界天火
《機戰傭兵VI 境界天火》是由FromSoftware開發、萬代南夢宮娛樂發行的第三人稱機甲動作射擊遊戲，亦為《機戰傭兵系列》也是繼《機戰傭兵 審判日》睽違10年的第六款正宗續作。本作於2023年8月25日在PlayStation 4、PlayStation 5、Windows、Xbox One、Xbox Series X/S等平台上發行。

## 遊戲玩法
與此系列的前作類似，玩家可以自由選擇各種零件組裝屬於自己的機甲，在開闊的環境下進行戰鬥。遊戲製作人小倉康敬表示，本作在組裝機甲方面進行了一些設定的調整，讓玩家能夠以更直覺的方式進行組裝。本作並非開放世界遊戲，偏向系列過往的線性關卡形式，玩家在完成每項關卡後能夠獲取報酬，作為調整自身機甲的資源。
在戰鬥方面，曾任《隻狼：暗影雙死》首席設計師、於本作擔任總監的山村優表示，本作的戰鬥主要以混合遠距及近戰，具侵略性及速度感的戰鬥設計。在難易度方面，雖然同樣具有FromSoftware遊戲的高難度風格，但不會與魂系遊戲相同。小倉強調，玩家須透過組合的零件、自行發掘最適合的動作以尋找突破關卡的方向。小倉也透露本作Boss戰的場面會相當華麗，同時兼具挑戰性。

### 衝擊值
衝擊值(ACS)為本作新增的機制，類似於《隻狼：暗影雙死》中的「體幹值」。在持續受到攻擊的狀態下機甲的ACS負荷槽便會累積衝擊值，ACS負荷槽累積滿時機體會進入短暫的「踉蹌」狀態，在此狀態下受到的傷害會更高，敵我雙方皆適用。

### 組裝與零件
玩家依據不同關卡性質並經由不斷嘗試，組裝出合適的機甲完成任務，也是本作重要的一環。本次組裝分為三個主要項目，分別為「武器」、「框架」以及「內裝」。玩家可以組裝的武器有左手、右手、左肩、右肩四個部位。框架則有頭部、核心、手部、足部，而內裝則有推進器、武器管制系統、發動機等。
在零件方面，本作約有超過300種以上的零件供玩家選擇。武器如飛彈、電漿砲、格林機槍、打樁機、脈衝劍等，足部零件則提供兩足、四足、逆向關節以及戰車四個種類自由選擇組裝。每個零件都有不同的性能數據。

### 多人模式
在主線劇情模式中採用單人遊戲模式，不具備多名玩家共同作戰的玩法。多人連線要素則以線上對戰為主，提供一對一及三對三兩種對戰模式。另外也保留可貼在機甲上的「徽章」要素，更可透過連線與其他玩家進行交換。

## 遊戲情節
遊戲製作人小倉康敬表示，本作的劇情與前作並無銜接關係，未接觸過系列作的新玩家也可直接遊玩本作。

### 背景
故事開展於一顆名為「盧比孔3」（英語：Rubicon 3）的虛構遙遠行星上，人們在該行星中發現一種神祕的物質：珂若爾（英語：Coral）。珂若爾可作為能源利用，但也引發一場烈焰將行星和周圍恆星吞沒的災難。然而珂若爾仍吸引各家企業及反抗組織對其所有權的明爭暗奪，玩家則扮演獨立傭兵的角色，操作自行組裝的機甲，投身於戰場中執行各種任務，進而逐漸接近事件的內幕核心。

### 主線
玩家將扮演一名為了賺取大筆金錢而成為獨立傭兵、替「指導手」沃爾特（英語：Handler Walter）執行任務的強化人類C4-621。在成功偷渡至行星盧比孔3後，拾取另一名已故傭兵的身分證，同時獲得其代號：「渡鴉」（英語：Raven）。

## 登場人物

### 主要角色
C4-621 / Rb23 渡鴉（C4-621 / Rb23 Raven，配音員：無）
本作主角。與「指導手」沃爾特一起空降到盧比孔3的第4世代強化人。「渡鴉」則是從被丟棄在受汚染都市的AC殘骸中借用過來的ID登錄名，原來的登錄名則是不明。
全身上下除了用來操控AC以外的器官機能大部分被割捨，但仍保留言語等能力。遊戲中也未特別描述他的容貌以及性別，只能從遊戲的預告片中知道他全身已經被樹脂束帶包圍並與機械連結。
沃爾特給予他「取得巨大的財富，買回失去的人生吧」的目標，讓他因此跟從沃爾特的指令，協助盧比孔星3相互爭鬥的各方勢力。隨著歷次的委託也讓他成為可靠且被己方恐懼的敵人，且作為實力高超的傭兵而受到注目。讓他因此獲得許多稱號。沃爾特稱他為「621」，赤槍部隊對他的呼號為「G13」，晚鐘部隊的拉斯提則因為與渡鴉在「越牆」作戰中一起合作而稱他「戰友」。
由於C4-621自身無法講話（事实上是Fs特有的哑巴主角传统），所以遊戲中會有稱為COM的系統語音（配音：安元洋貴）向他報告戰況。
其駕駛的AC名稱「LOADER 4」為預設的機體名，玩家可自行變更。
「指導手」沃爾特（Handler Walter）　配音員：坂詰貴之（日語）Patrick Seitz（英語）
為了某個目的而將C4-621送入盧比孔星的神秘男子。621進行作戰時，也由他擔任操作員。
言語間時常流露出對621的關心與維護，當晚鐘第2隊長史奈爾以「蠢狗」嘲諷621、斯拉以言語刺激621時，沃爾特都會出言制止。
艾兒（Ayre）　配音員：菲魯茲·藍（日語）Erin Yvette（英語）
在C4-621腦內與他進行「通信」的盧比孔星女性。擅長收集情報收集以及竄改資料，並以此支援621。由於以沃爾特為首的人無法聽到她的聲音、所以在沃爾特收到621的報告時，也解釋說「舊世代強化人都會有相似的幻聽情形」。（621自身向沃爾特報告時，也會有「奇特的聲音」的表現）
由於不僅與沃爾特等人通信，也會透珂若爾進行「感應」，所以在電子通信干擾的影響下也能以此與艾兒對話交流。

### 貝拉姆工業集團
G1 密西根（G1 Michigan）　配音員：佐藤節二（日語）D·C·道格拉斯（英語）
貝拉姆工業集團專屬AC部隊「赤槍」（英語：Redguns）的總長，過去曾任弗隆動力公司旗下的武裝船隊指揮官。
是一名講話會讓人想到海軍一樣的軍人。將空缺的G13呼號送給621。其實力被敵我雙方畏懼著，並有「移動地獄」的稱號。
駕駛的AC名稱為「彪尾」，競技場等級為02/S。
G2 納爾（G2 Nile，配音員：小松史法（日語））
貝拉姆工業集團專屬AC部隊「赤槍」的副長，G1 密西根的參謀。
曾任「赤槍」部隊前身的貝拉姆維安部隊高層，是一名心狠手辣的軍警，有著突出的舉發率。
駕駛的AC名稱為「深層心理」，競技場等級為07/A。
G3 五花海（G3 Wu Huahai，配音員：後藤ヒロキ（日語）約翰尼·楊·博斯（英語））
「赤槍」實力排名第3名，是個天生的詐欺師。
開設「風水藥房」，但因使用惡劣的商業手法，嚴重影響到貝拉姆經濟圈裡的市民生活。該藥房後來被赤槍的副長G2 納爾制裁。
駕駛的AC名稱為「鯉龍」，競技場等級為22/D。
G4 伏特（G4 Volta，配音員：江頭宏哉（日語））
「赤槍」實力排名第4名，曾與621以及伊瓜蘇一起襲擊盧比孔解放陣線的水壩，之後在越牆作戰中因無法突破防衛線而戰死。
與伊瓜蘇一起遭到密西根的鐵拳制裁，之後兩人在部隊又受到地獄般的訓練，讓他下定決心要痛扁密西根一拳，但7年來都無法實現，讓逐漸放棄的他向五花海學習如何做生意。
駕駛的AC名稱為「大炮頭」，競技場等級為17/C。
G5 伊瓜蘇（G5 Iguazu，配音員：土田大（日語）Griffin Burns（英語））
「赤槍」實力排名第5名，過去曾是賭徒，卻因為輸了一場大賭局，為了還債而因此接受第4世代的強化手術實驗。
與損友伏特過著打架度日的他，某次向被奉為木星戰爭英雄的軍人找碴，卻遭到對方施以足以讓臉部變形的還擊，因此逐漸走向這一步。
看不起621，稱對方為「流浪狗」並對其展現出敵意。
駕駛的AC名稱為「帶頭人」，競技場等級為19/D。
G6 雷德（G6 Red，配音員：岡井克升（日語）Robbie Daymond（英語））
「赤槍」實力排名第6名，負責對於獨立傭兵的公告以及任務說明。
過去看到總長密西根在木星戰爭勇猛奮戰的影帶，讓少年時的他受到一定的衝擊，於是他一邊照顧弟妹一邊嚴格訓練自己，並因此順利入隊。
駕駛的AC名稱為「隱者」，競技場等級為27/F。
G7 哈庫拉（G7 Hakra，配音員：無）
只有名字登場。是621偷渡到盧比孔星3時，其中一個被他調查執照資訊的AC駕駛員。
執照上的登錄號碼為Rb29，競技場等級則為22/D。

### 亞基柏集團
V. I 佛洛伊特（V.I Freud，配音員：沖野晃司（日語））
「晚鐘」部隊（英語：Vespers）的首席隊長，在四島動亂中創下成功率94.7%的作戰紀錄。
不同於經歷多次手術調整的晚鐘第2隊長史奈爾，佛洛伊特實際上只是熱衷於駕駛AC的普通人，其強大源自於日積月累的訓練。
駕駛的AC名稱為「鎖匠」，競技場等級為01/S。
V. II 史奈爾（V.II Snail，配音員：手塚弘道（日語）Jon Lipow（英語））
晚鐘第2隊長。實質上掌握部隊的實權。
為第8世代的強化人，只要有全新的手術，為了獲得其優勢而會再次進行手術。又為了確保他的調整可以萬無一失，也因此造成許多強化人死亡。
駕駛的AC名稱為「開明信仰」，競技場等級為06/A。
V. III 歐基夫（V.III O'Keeffe，配音員：山田浩貴（日語））
晚鐘第3隊長。
嚴格來說算是舊世代的強化人，在四島動亂中負責諜報活動特務。
之後受到亞基柏情報部門以「中和腦中珂若爾烙印」的第9世代強化人手術為條件而被招募入隊。
駕駛的AC名稱為「不毛之花」，競技場等級為12/B。
V. IV 拉斯提（V.IV Rusty）　配音員：加瀨康之（日語）Chris Hackney（英語）
晚鐘第4隊長。在越牆作戰後對主角渡鴉產生興趣，並稱呼他「戰友」。
是由亞基柏旗下的許奈德公司人才招募企畫中被發掘出的人才，不滿半年時間就被提拔到晚鐘的上位位置。
入隊前曾接受強化手術，雖然情況不明，但依據本人的申告是第8世代的強化手術。
駕駛的AC名稱為「鋼鐵迷霧」，競技場等級為09/B。
V.V 霍金斯（V.V Hawkins，配音員：飛田展男（日語））
晚鐘第5隊長，與史溫伯恩一樣是第7世代的強化人。
雖然這個世代技術的革新造成他失去許多同事和手下，但只要想到珂若爾技術時代中，他所見識過許多非人道的景象以及過渡時期發生的悲慘意外，就能讓他因此說服自己現在的技術已經比前幾代好上太多。
駕駛的AC名稱為「再建構」，競技場等級為20/D。
V.VI 梅特琳克（V.VI Maeterlinck，配音員：Lynn（日語）Kate Higgins（英語））
晚鐘第6隊長。作為第8世代，瞧不起舊世代的強化人。
對於公司命令相當忠誠，性格也很謹慎，讓她可以安定地立下戰功。
駕駛的AC名稱為「感染」，競技場等級為25/E。
V.VII 史溫伯恩（V.VII Swinburne，配音員：越後屋コースケ（日語））
晚鐘第7隊長，是第一批接受珂若爾替代技術實驗的第7世代強化人。
雖然順利完成強化手術，但他還是被無法預知手術結果的恐懼支配其精神，變成充滿猜忌心的小家子氣人格。
負責管理部隊的財務，在亞基柏集團占領高牆後擔任該要塞的駐軍指揮官。
駕駛的AC名稱為「教育指引」，競技場等級為23/E。
V.VIII 培特（V.VIII Pater，配音員：下川凉（日語））
晚鐘第8隊長，兼第5隊長霍金斯的輔佐官，為最新技術的第10世代強化人。負責僱傭兵的任用以及提供任務簡報。
雖然其人格相當穩定，但也不時會展現不自覺的傲慢和缺乏同理心的一面，或許與強化手術無關，而是他與生俱來的人格特質。
駕駛的AC名稱為「雙重性」，競技場等級為16/C。

### RaD
「蒙灰者」卡菈（"Cinder" Carla）　配音員：下山田綾華（日語）Shara Kirby（英語）
RaD頭目，據說是50年前「艾比斯天火」事件的倖存者，擅長情報處理以及機體設計，負責所有產品基礎設計的第1技師。透過她的知識以及想像力而催生出各種企業不曾見過的奇異兵器。
本作的3年前，將駭客以及技術者帶入RaD而因此展露頭角，是組織中執牛耳的人物。從以前就認識沃爾特。
駕駛的AC名稱為「豪華全餐」，競技場等級為11/B。
「話多」史提克（"Chatty" Stick，配音員：青山穰（日語））
RaD的情報員以及卡菈的心腹，實為卡菈製作出來的人工智慧。
無論給了多少指示，永遠只會講必要的事項而不會有任何廢話。
駕駛的AC名稱為「馬戲團」，競技場等級為14/C。
「無敵」拉米（"Invincible" Rummy，配音員：佐佐木拓真（日語））
RaD的成員，因過量吸食珂若爾毒品而使自己深陷於「無敵」的誇大妄想中。
不管被擊敗多少次，隔天便能忘得一乾二淨。只要自己還活著，就能永遠無敵。
駕駛的AC名稱為「狂暴頓足」，競技場等級為29/F。
「誠懇」布魯杜（"Honest" Brute，配音員：安元洋貴（日語）Dave B. Mitchell（英語））
毒蟲郊狼的頭目。原本是被Rad撿回來的成員，之後卻開著AC帶著Rad的資金以及技術逃走。
雖然看來個性以及講話都與人為善而不像是成癮者，但實際上卻是個經常說謊且人格有問題的偽君子。
駕駛的AC名稱為「乳牙」，競技場等級為08/B。

### 盧比孔解放陣線
「拇指」多瑪揚（"Thumb" Dolmayan，配音員：福松進紗（日語）JB（英語））
被稱為盧比孔解放陣線的「父帥」，是一名身經百戰的軍事指揮官，但同時也是珂若爾神祕主義哲學家。
年輕時為成癮者，但從艾比斯天火倖存下來後，就決定要為了人類與珂若爾共存的方向而努力，其思想也讓他成為解放陣線的支柱。
駕駛的AC名稱為「阿斯特希克」，競技場等級為04/A。
「食指」達那姆（"Index" Dunham，配音員：後藤光祐（日語））
盧比孔解放陣線指揮者的其中一員。過去是參與網格建設的工人，因為接觸「父帥」多瑪揚提倡與珂若爾共同並突破行星封鎖的主張，並產生共鳴而加入解放陣線。
雖然為人清廉且士氣高昂，但卻沒有駕駛的天份。
駕駛的AC名稱為「燃燒鐵鍬」，競技場等級為28/F。
「中指」福萊特威爾（"Middle" Flatwell，配音員：藤井隼（日語））
盧比孔解放陣線的實際戰爭指揮者，是僅次於「父帥」多瑪揚的重要人物，在內部被稱「叔帥」而深受成員支持。
過去曾作為密探而臥底在星外企業中，尤其在許奈德公司的人事部分而有相當深厚的交情。
駕駛的AC名稱為「翼」，競技場等級為13/C。
「無名指」弗萊迪（"Ring" Freddie，配音員：綿貫龍之介（日語））
盧比孔解放陣線的其中一員，曾是服侍「父帥」多瑪揚的男娼，也因此讓他與其他同事保持距離。
對於多瑪揚的精神世界抱持著敬愛的心，並願意為了陪伴孤單的多瑪揚而因此投身戰場。
駕駛的AC名稱為「蠟燭花圈」，競技場等級為21/D。
「小指」子怡（"Little" Ziyi，配音員：泊明日菜（日語）Stephanie Sheh（英語））
參與盧比孔解放陣線的一名戰士。
雙親為了透過開採珂若爾資源而致富的機會，因此帶著還是嬰兒的子怡來到盧比孔3星。
雖然太空船不幸墜毀，但她本人卻奇蹟似生還，後被解放陣線的「叔帥」福來特威爾收養，並成為一名戰士。
解放陣線的其他成員將她當作妹妹一般疼愛，認為她應該過著幸福的日子而非投身於戰場。
駕駛的AC名稱為「月魚」，競技場等級為24/E。
六文錢（"Shinobi" Rokumonsen，配音員：小西克幸（日語））
投靠盧比孔解放陣線的獨立傭兵。對於已經失傳的日本傳統技藝頗有造詣。尤其是深受忍者以及歌舞伎等日本移民文化的影響。
過去瀕死時曾被子怡所救，為了報恩而力抗與子怡及同伴為敵的對象。
駕駛的AC名稱為「忍者」，競技場等級為18/D。
阿希爾（Arshile，配音員：濱田洋平（日語））
參與盧比孔解放陣線的一名戰士。

### 枝椏
王者（King，配音員：木内太郎（日語）Kyle Hebert（英語））
重新偵測到珂若爾反應而進入盧比孔星的獨立傭兵，據說是活動於盧比孔星的駭客集團「枝椏」的4名成員之一。
其組織成員雖然會不斷輪替，但他應該是組織目前的第1人。在太空站31襲擊計畫中，可能是他獨自負責對強襲艦隊的誘敵作戰。
根據艾兒提供的情報，其作戰成功率達89.6%，並因其高超的駕駛技術而被稱為「傭兵的完成體」。
駕駛的AC名稱為「紫菀王冠」，競技場等級為03/S。
夏翠絲（Chartreuse，配音員：大地葉（日語）Reba Buhr（英語））
重新偵測到珂若爾反應而進入盧比孔星的獨立傭兵，據說是活動於盧比孔星的駭客集團「枝椏」的4名成員之一。
其組織成員雖然會不斷輪替，但她應該是組織目前的第2人。在太空站31襲擊計畫中，可能正是她對封鎖系統造成重大打擊。
根據艾兒提供的情報，其正面突破與集中火力無人能及，被形容是「和她對上眼就會死」，並為他人所畏懼著。
駕駛的AC名稱為「赭色公牛」，競技場等級為05/A。
「渡鴉」（Raven，配音員：無）
一名傳奇的獨立傭兵，C4-621甫抵達盧比孔3時，於汙染的市區拾得的識別名稱「渡鴉」的最初擁有者。
行星封鎖機構（日語：惑星封鎖機構）視其為將企業引來盧比孔3星球的罪魁禍首，因此被列為優先排除的對象。
其識別名稱「渡鴉」並非單指特定對象，而是作為某種「自由意志」的象徵流傳、繼承於部分傭兵之間。
駕駛的AC名稱為「黃昏」，原執照號碼為Rb23，所載之競技場等級為--/F。
「渡鴉」的操作員（Raven's Operator，配音員：園崎未惠（日語））

### 獨立傭兵
斯拉（Sulla，配音員：綱島鄉太郎（日語）Nicolas Roye（英語））
在「艾比斯天火」發生前，就在盧比孔周圍星系活動的一名老練獨立傭兵。
從成功率僅10%的第一世代強化人手術中倖存，編號為C1-249。與「指導手」沃爾特相識。
駕駛的AC名稱為「糾結」，競技場等級為15/C。
冷電（Coldcall，配音員：小柳基（日語））
曾為黑社會殺手的獨立傭兵。
因為事先掌握到有企業將要進駐盧比孔3而趁著交易偷渡進來。並藉著暗中遊走在企業中執行髒活而獲得穩定的工作。
特定關卡中受託暗殺621，並因此襲擊他。
駕駛的AC名稱為「死屍滑輪」，競技場等級為10/B。
諾薩克（Nosaac，配音員：赤坂柾之（日語））
趁著盧比孔3一片混亂時，為了一獲千金而偷渡進來的獨立傭兵。
為人有特殊的經濟概念，不會區分自己與別人的金錢，所以經常欠債不還。
但也讓他的機體因此裝備有企業最新的產品，本人還宣稱這是信用額度提高。
駕駛的AC名稱為「苦澀承諾」，競技場等級為26/E。

### 其他角色
ALLMIND（ALLMIND，配音員：潘惠美（日語）Stephanie Kerbis（英語））
所有傭兵的支援系統。
COM（配音員：安元洋貴（日語））

## 開發
《機戰傭兵VI 境界天火》的預告片於2022年12月的遊戲大獎首次公開，開發初期的總監原為社長宮崎英高，負責定義本作的大致方向、遊戲的基礎部分以及地圖、動作性等。但他隨後便轉往協助《艾爾登法環》的開發工作，因而將總監一職交棒給山村優。山村曾擔任《隻狼：暗影雙死》的首席設計師，本作為他首度擔任總監執導的作品。宮崎和山村在接受IGN專訪時澄清，本作並非魂系遊戲，也不會引進魂系列遊戲的玩法。
當被問即本作的推出時間為何會與前作相隔十年之久，小倉解釋是因當時公司同時有數個專案正在進行，在沒有足夠的資源下，才會使得本作的開發時間延長。在這段時間歷經《黑暗靈魂》、《血源詛咒》、《隻狼：暗影雙死》以及《艾爾登法環》等眾多作品的發行，本作開發團隊也因此能在過去累積的開發經驗、知識、技術，結合機戰傭兵系列的核心概念下進行開發。他也表示自從公開本作的訊息後，深切感受到玩家們對本作的熱烈期盼，公司內部也有許多想要製作機戰傭兵系列的開發人員，更直言道「根本不存在『不開發機戰傭兵新作』的選項」。
2023年4月27日，萬代南夢宮娛樂發表本作第二支宣傳影片，並確認了本作的發行日期為2023年8月25日。

## 音樂
《機戰傭兵VI 境界天火》的樂曲由長期參與機戰傭兵系列的作曲家星野康太以及音效團隊的宮澤翔衣和小野寺崇負責製作。FromSoftware與萬代南夢宮娛樂於2023年10月31日在Spotify、YouTube、Apple Music和亞馬遜音樂等多個數位音樂平台上發布了本作的原聲帶。共計收錄47首曲目，總時長達130分鐘。
| 曲目表 | 曲目表                       | 曲目表 |
| 曲序   | 曲目                         | 时长   |
| ------ | ---------------------------- | ------ |
| 1.     | Fires Of Rubicon             | 2:38   |
| 2.     | New Era                      | 1:35   |
| 3.     | Time To Get To Work          | 1:19   |
| 4.     | Suppression                  | 3:08   |
| 5.     | Stowaway                     | 2:00   |
| 6.     | Covert Ops                   | 1:39   |
| 7.     | Fight Or Flight              | 2:42   |
| 8.     | High Pressure                | 2:31   |
| 9.     | Giant Killing                | 3:15   |
| 10.    | Unbreakable                  | 2:26   |
| 11.    | Steel Haze                   | 1:47   |
| 12.    | Pulling Strings              | 2:09   |
| 13.    | Contact With You             | 4:03   |
| 14.    | Results                      | 1:14   |
| 15.    | Isentropic Flow              | 1:46   |
| 16.    | Dosers On The Grid           | 2:31   |
| 17.    | Point Of No Return           | 2:02   |
| 18.    | Rough And Decent             | 2:12   |
| 19.    | C-Weapon                     | 2:34   |
| 20.    | Nest                         | 1:43   |
| 21.    | Verification                 | 1:43   |
| 22.    | Analysis                     | 1:25   |
| 23.    | Invasion                     | 2:10   |
| 24.    | Silent Encounter             | 2:24   |
| 25.    | Code 78E                     | 2:41   |
| 26.    | Destroy The Ice Worm         | 3:37   |
| 27.    | Hearing Things               | 2:43   |
| 28.    | Watchpoint Alpha             | 3:37   |
| 29.    | Clockwork Hostility          | 2:28   |
| 30.    | Retribution                  | 2:14   |
| 31.    | Signs                        | 2:49   |
| 32.    | Make Things Right            | 1:44   |
| 33.    | Coral Guardian               | 4:36   |
| 34.    | Mausoleum Of Sinners         | 2:35   |
| 35.    | Legacy                       | 1:56   |
| 36.    | Resolve                      | 1:44   |
| 37.    | Rush Assignment              | 2:18   |
| 38.    | Beyond Scorched Skies        | 3:19   |
| 39.    | Rough And Decent (Bad Joke)  | 2:17   |
| 40.    | Steel Haze (Rusted Pride)    | 3:38   |
| 41.    | Cries Of Coral               | 4:41   |
| 42.    | The Man Who Burned It All    | 3:57   |
| 43.    | Infall                       | 1:42   |
| 44.    | The Man Who Passed The Torch | 3:15   |
| 45.    | Echoes Of Coral              | 3:43   |
| 46.    | Allmind                      | 5:27   |
| 47.    | Stargazer                    | 3:48   |

## 評價
| 汇总媒体   | 得分                                |
| ---------- | ----------------------------------- |
| Metacritic | PC: 87/100 PS5: 87/100 XSXS: 79/100 |

| 媒体           | 得分   |
| -------------- | ------ |
| Destructoid    | 9/10   |
| Game Informer  | 8.3/10 |
| GamesRadar+    | [ 17 ] |
| GameSpot       | 8/10   |
| IGN            | 8/10   |
| PC Gamer美国   | 87/100 |
| PCGamesN       | 8/10   |
| Shacknews      | 9/10   |
| VG247          | [ 23 ] |
| VideoGamer.com | 10/10  |

《機戰傭兵VI 境界天火》在Metacritic網站獲得「普遍讚譽」的評價。IGN的評論員Mitchell Saltzman對本作打出8/10分的分數，並肯定製作團隊對於機甲動作遊戲的革新與打磨。本作將複雜的系統與機制呈現得更淺顯易懂，配合豐富的武器與零件組裝，打造出精妙的任務設計、緊湊高張力的頭目戰。然而相對於戰鬥表現上的高度評價，在劇情演出方面，則認為本作通篇使用任務簡報及無線電通訊呈現劇情的方式顯得平淡乏味。

### 銷售
根據法米通日本實體通路調查，《機戰傭兵VI 境界天火》發行首週便在PS5、PS4分別奪得日本熱銷遊戲排行榜的第一、第二名。PS5版本的銷量為115,393套，PS4版本則有47,949套。而在個人電腦版本方面，根據Steam平台上的數據顯示，本作在發售後兩週內便突破123萬套。
2024年7月25日，FromSoftware于官方的X账号宣布全球累計出貨量超過300萬套。

### 所獲獎項
| 年份 | 獎項                 | 獲提名              | 結果 | 來源          |
| ---- | -------------------- | ------------------- | ---- | ------------- |
| 2023 | 金搖桿獎             | 終極年度遊戲        | 提名 | [ 28 ] [ 29 ] |
| 2023 | 金搖桿獎             | 最佳敘事            | 提名 | [ 28 ] [ 29 ] |
| 2023 | 金搖桿獎             | 年度PlayStation遊戲 | 提名 | [ 28 ] [ 29 ] |
| 2023 | 遊戲大獎             | 最佳動作遊戲        | 獲獎 | [ 30 ] [ 31 ] |
| 2024 | 第廿七屆D.I.C.E.大獎 | 年度動作遊戲        | 提名 | [ 32 ] [ 33 ] |

## 外部連結
- 官方网站：繁体中文版、简体中文版